# Helguera (Rasines)
Helguera es una localidad del municipio de Rasines (Cantabria, España). En el año 2008 contaba con una población de 51 habitantes (INE). La localidad está situada a 100 metros de altitud sobre el nivel del mar, y a está a una distancia de kilómetro y medio de la capital municipal, Rasines.
- Datos: Q5893714